# Heteropoda panaretiformis
Heteropoda panaretiformis là một loài nhện trong họ Sparassidae.
Loài này thuộc chi Heteropoda. Heteropoda panaretiformis được Embrik Strand miêu tả năm 1906.